# Luís Carlos Tóffoli
Luís Carlos Tóffoli, noto come Gaúcho (Porto Alegre, 7 marzo 1964 – San Paolo, 17 marzo 2016), è stato un calciatore e allenatore di calcio brasiliano, di ruolo attaccante.
Nel 1991, col Flamengo, fu il capocannoniere del Campionato Carioca dello Stato di Rio de Janeiro, con 17 gol.
Nella sua carriera vinse due titoli: il Campionato Carioca nel 1991 e il Campionato Brasiliano nel 1992, sempre con il Flamengo.

## Biografia
Smessi gli scarpini, nel 2001 fondò il club calcistico del Cuiabá Esporte Clube, diventandone il primo presidente. La squadra vinse il Campionato di Calcio del Mato Grosso per due volte, nel 2003 e nel 2004.
È morto a 52 anni, il 17 marzo 2016, a causa di un tumore alla prostata.

## Carriera
Brasiliano di origini italiane (Montebelluna, in provincia di Treviso). Comincia la sua carriera nelle giovanili del Flamengo. Poi veste le maglie del XV de Piracicaba, del Gremio, dello Yomiuri (Japan Soccer League) e del Santo André, prima di passare ai biancoverdi del Palmeiras.
Nel Palmeiras ha giocato come portiere contro il Flamengo, nel campionato 1988. Nell'occasione Zetti, il portiere titolare lasciò il campo per una frattura alla tibia e Gaúcho indossò la maglia numero 1, parando due rigori ad Aldair e Zinho.
Nel 1989 tornò al Flamengo, suo club d'origine. Nel 1991 vinse il titolo capocannoniere del campionato Carioca con 17 reti. I suoi gol permisero, inoltre, al Flamengo di vincere il Campionato brasiliano del 1992. Nella stagione 1990-1991, arriva 7º come attaccante più prolifico del mondo secondo la IFFHS.
Nel 1993 fu ingaggiato dal Lecce, dove rimase solo un anno, poiché l'esperienza in Italia fu disastrosa. Presentato alla stampa come l'uomo dai 400 gol in carriera, non riuscì mai a dimostrare il suo valore, giocando appena 5 gare. Anzi, anche per via del calcio di rigore fallito nella partita contro il Foggia (calciato debolmente e centralmente tanto da permettere al portiere Francesco Mancini, che già aveva fatto un passo verso destra, di ritornare in posizione e bloccare il pallone), è ricordato come uno dei giocatori più deludenti del calcio italiano.
Nel 1994 Toffoli fece ritorno nel calcio brasiliano, all'Atlético Mineiro, dove formò il reparto d'attacco con Renato Gaúcho, Neto ed Éder Aleixo.
Nel corso del 1995 vestì le maglie di Ponte Preta e Fluminense, dove terminò la sua carriera a 31 anni.

## Palmarès

### Giocatore

#### Club

##### Competizioni statali
- Campionato Carioca: 1

Flamengo: 1991
- Campionato Gaúcho: 2

Grêmio: 1985, 1986
- Taça Guanabara: 3

Flamengo: 1982, 1984, 1989
- Taça Rio: 2

Flamengo: 1983, 1991
- Copa Rio: 1

Flamengo: 1991

##### Competizioni nazionali
- Campionato brasiliano: 3

Flamengo: 1982, 1983, 1992
- Coppa del Brasile: 1

Flamengo: 1990
- Japan Soccer League: 1

Yomiuri: 1986-87
- Coppa dell'Imperatore: 1

Yomiuri: 1987

#### Individuale
- Capocannoniere della Coppa Libertadores: 1

1991 (8 gol)
- Capocannoniere della Supercoppa Sudamericana: 1

1991 (3 gol, a pari merito con José Borrelli, Charles e Sergio Martínez)